# Corbeille d'or
Aurinia saxatilis
Espèce
La Corbeille d'or (Aurinia saxatilis) est une espèce végétale de la famille des Brassicaceae.
En France, la Corbeille d'or n'est présente à l'état sauvage que dans une vingtaine de départements.

## Synonyme
- Alysson des rochers[1] Alyssum saxatile L.

## Description
La Corbeille d'or est une plante herbacée vivace à port étalé. La souche se lignifie en vieillissant. Les feuilles, persistantes, alternes, pétiolées, entières, simples, ovales, sont recouvertes d'un duvet grisâtre.
La floraison intervient vers le mois de mars et dure jusqu'en juin (à moduler en fonction des conditions climatiques et de culture). Les fleurs, nombreuses, petites, terminales, sont regroupées en corymbes. Le calice à quatre sépales n'est pas persistant. La corolle présente quatre pétales jaune d'or. Le fruit est une silique ovale.

## Répartition et habitat

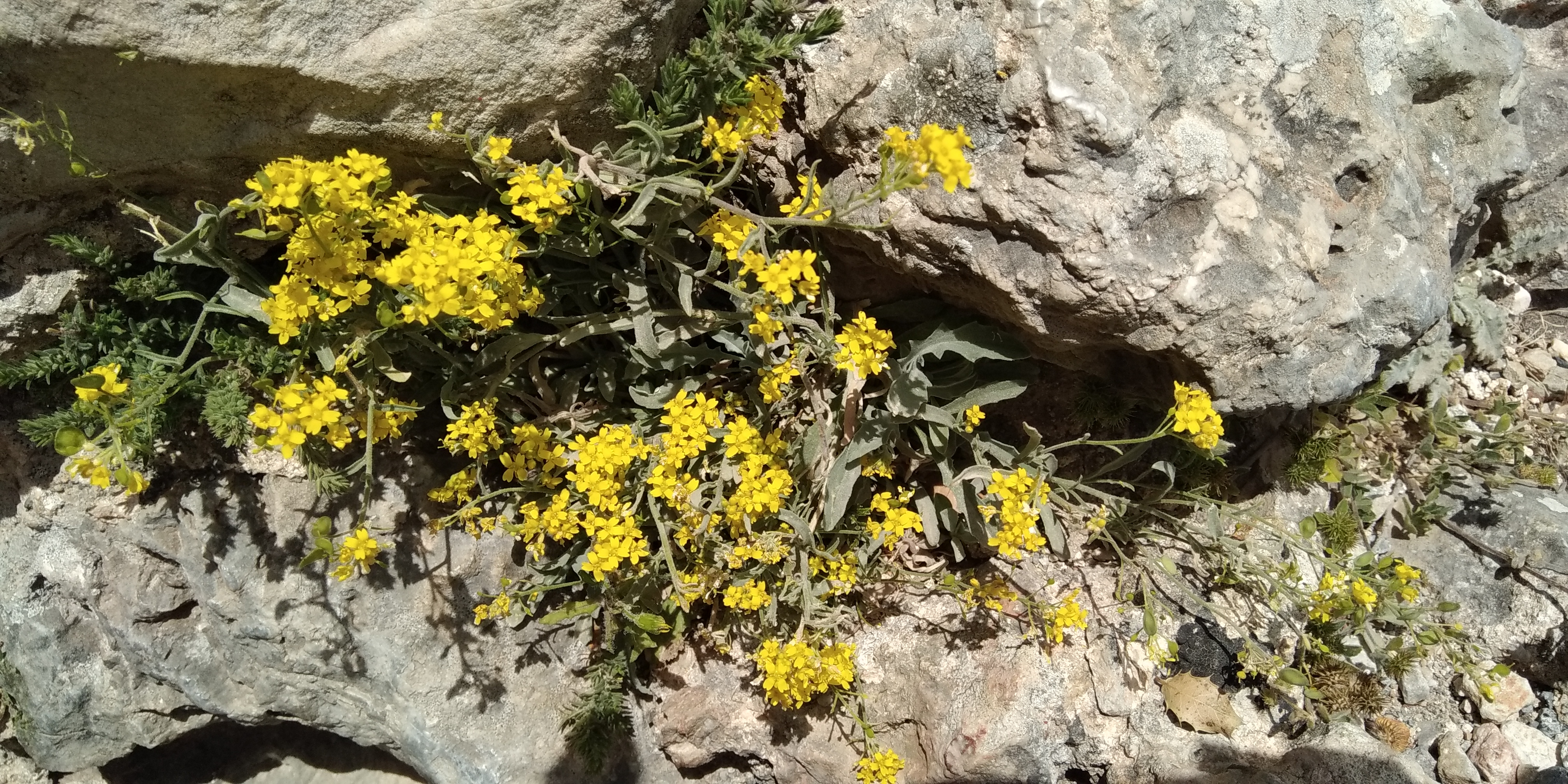
Aurinia saxatilis à l'état sauvage en Grèce.

Cette plante est originaire des régions montagneuses et rocailleuses de Méditerranée orientale : Albanie, Allemagne, Autriche, Bulgarie, Grèce, Hongrie, Italie, France, Pologne, Roumanie, Tchéquie, Slovaquie, Turquie et Ukraine[réf. nécessaire].
En Suisse on la trouve principalement dans les ruines et vieux murs des régions à climat doux, (sud des Alpes). Elle est naturalisée de longue date.

## Culture
Au jardin, la Corbeille d'or est cultivée généralement en bordure, en couvre-sol, pour habiller un muret ou en rocaille. Elle doit être installée de préférence dans un emplacement ensoleillé et un sol drainant, neutre, léger, sec, même caillouteux ou sableux, et dans les fentes de vieux murs. C'est une plante assez rustique (jusqu'à −20 °C) qui ne dépasse pas 20 à 40 centimètres de hauteur. Lorsque la floraison est terminée, le fait de rabattre les tiges favorise une nouvelle floraison (moins importante) en automne et permet de conserver un port compact qui deviendrait vite désordonné sans cette taille.

## Multiplication
La multiplication peut s'effectuer par semis en châssis froid, ou par bouturage après la floraison, mais le plus commode est de récupérer les jeunes plants issus de semis spontanés.

## Symbolique

### Calendrier républicain
- Dans le calendrier républicain, la Corbeille d'or était le nom attribué au 18e jour du mois de floréal[4], généralement chaque 7 mai du calendrier grégorien.